# Котляр, Соломон Осипович

Фото 1923 г.

Соломон Осипович Котляр (1890, Малин, Киевская губерния — 1967, Москва) — советский партийный и профсоюзный деятель.

## Биография
Родился в 1890 году в местечке Малин Радомысльского уезда Киевской губернии.
С 1907 года член Бунда, с 5 мая 1918 — РКП(б). Согласно одной из позднейших анкет, по профессии корзинщик.
В 1919—1930 годах руководитель губкомов и окружкомов РКП(б)-ВКП(б): 1919—1920 Оренбургского, с декабря 1920 по март 1921 года — Сыр-Дарьинского, с 25 апреля по июнь 1921 года — Акмолинского,  1921—1923 — Вологодского, 1923—1927 — Терского, 1929—1930 Орловского.
В 1930—1931 годах ответственный инструктор ЦК ВКП(б). В 1931—1937 и 1939—1944 годах председатель ЦК союза работников госучреждений.
26 января—10 февраля 1934 года делегат XVII съезда ВКП(б) с совещательным голосом от ВЦСПС.
С 1937 по 1939 год заведующий отделом социального страхования ВЦСПС.
В 1945 году назначен директором издательства газеты «Эйникайт» («Единство»). В 1945—1946 годах управлял делами Еврейского антифашистского комитета (ЕАК). С 1946 по 1949 год заведовал отделом корреспондентской сети Совинформбюро.
Член Президиума ВЦИК.
Арестован в 1949 году по делу ЕАК. Приговорён к 10 годам заключения, срок отбывал в посёлке Абезь Коми АССР. Освобождён в 1956 году. Работал старшим экономистом Главного управления трудовых резервов при Совмине СССР.
Умер в 1967 году в Москве. Похоронен на Новодевичьем кладбище (участок № 7).

### Семья
Жена — Турова-Котляр Клара Михайловна (1898—1989), зав. секретной частью Госбанка, зав. сектором учёта ЦК КПСС, сотрудник аппарата Совета Министров СССР.